# 律部 (大正蔵)
律部（りつぶ）とは、大正新脩大蔵経において、律や関連した仏教経典をまとめた領域のこと。
『五分律』『摩訶僧祇律』『四分律』『十誦律』『根本説一切有部律』といった部派仏教由来の古典的な律に加え、大乗仏教の菩薩戒（大乗戒）の典拠となった『梵網経』や『優婆塞戒経』なども収録している。
第11番目の部であり、収録されている経典ナンバーは1421から1504まで。巻数では22-24巻に相当する。

## 構成

### 巻別
- 律部 （一） 第22巻 - No.1421-1434
- 律部 （二） 第23巻 - No.1435-1447
- 律部 （三） 第24巻 - No.1448-1504

### 詳細
律部 （一） 第22巻 - No.1421-1434
- 1421.『弥沙塞部和醯五分律』
- 1422.『弥沙塞五分戒本・五分戒本』
- 1423.『五分比丘尼戒本』
- 1424.『弥沙塞羯磨本』
- 1425.『摩訶僧祇律』
- 1426.『摩訶僧祇律大比丘戒本』
- 1427.『摩訶僧祇比丘尼戒本』
- 1428.『四分律』
- 1429.『四分律比丘戒本』
- 1430.『四分僧戒本』
- 1431.『四分比丘尼戒本』
- 1432.『曇無徳律部雑羯磨』
- 1433.『羯磨』
- 1434.『四分比丘尼羯磨法』

律部 （二） 第23巻 - No.1435-1447
- 1435.『十誦律』
- 1436.『十誦比丘波羅提木叉戒本』
- 1437.『十誦比丘尼波羅提木叉戒本』
- 1438.『大沙門百一羯磨法』
- 1439.『十誦羯磨比丘要用』
- 1440.『薩婆多毘尼毘婆沙』
- 1441.『薩婆多部毘尼摩得勒伽』
- 1442.『根本説一切有部毘奈耶』
- 1443.『根本説一切有部苾芻尼毘奈耶』
- 1444.『根本説一切有部毘奈耶出家事』
- 1445.『根本説一切有部毘奈耶安居事』
- 1446.『根本説一切有部毘奈耶随意事』
- 1447.『根本説一切有部毘奈耶皮革事』

律部 （三） 第24巻 - No.1448-1504
- 1448.『根本説一切有部毘奈耶薬事』
- 1449.『根本説一切有部毘奈耶羯恥那衣事』
- 1450.『根本説一切有部毘奈耶破僧事』
- 1451.『根本説一切有部毘奈耶雑事』
- 1452.『根本説一切有部尼陀那目得迦』
- 1453.『根本説一切有部百一羯磨』
- 1454.『根本説一切有部戒経』
- 1455.『根本説一切有部苾芻尼戒経』
- 1456.『根本説一切有部毘奈耶尼陀那目得迦摂頌』
- 1457.『根本説一切有部略毘奈耶雑事摂頌』
- 1458.『根本薩婆多部律摂』
- 1459.『根本説一切有部毘奈耶頌』
- 1460.『解脱戒経』
- 1461.『律二十二明了論』
- 1462.『善見律毘婆沙』
- 1463.『毘尼母経』
- 1464.『鼻奈耶』
- 1465.『舎利弗問経』
- 1466.『優波離問仏経』
- 1467.『犯戒罪報軽重経』
- 1468.『目連所問経』
- 1469.『迦葉禁戒経』
- 1470.『大比丘三千威儀』
- 1471.『沙弥十戒法并威儀』
- 1472.『沙弥威儀』
- 1473.『沙弥十戒儀則経』
- 1474.『沙弥尼戒経』
- 1475.『沙弥尼離戒文』
- 1476.『優婆塞五戒相経』
- 1477.『戒消災経』
- 1478.『大愛道比丘尼経』
- 1479.『苾芻五法経』
- 1480.『苾芻迦尸迦十法経』
- 1481.『五恐怖世経』
- 1482.『仏阿毘曇経出家相品』
- 1483.『目連問戒律中五百軽重事・目連問戒律中五百軽重経』
- 1484.『梵網経盧舎那仏説菩薩心地戒品第十』
- 1485.『菩薩瓔珞本業経』
- 1486.『受十善戒経』
- 1487.『菩薩内戒経』
- 1488.『優婆塞戒経』
- 1489.『清浄毘尼方広経』
- 1490.『寂調音所問経』
- 1491.『菩薩蔵経』
- 1492.『舎利弗悔過経』
- 1493.『大乗三聚懺悔経』
- 1494.『浄業障経』
- 1495.『善恭敬経』
- 1496.『正恭敬経』
- 1497.『大乗戒経』
- 1498.『八種長養功徳経』
- 1499.『菩薩戒羯磨文』
- 1500.『菩薩戒本』
- 1501.『菩薩戒本』
- 1502.『菩薩受斎経』
- 1503.『優婆塞五戒威儀経』
- 1504.『菩薩五法懺悔文』